# Eneda Tarifa
Eneda Tarifa, parfois appelée Eneida Tarifa, est une chanteuse albanaise née le 30 mars 1982 à Tirana.

## Biographie
Elle a commencé sa carrière en 2003, en participant au 42e Festivali I Këngës avec la chanson Qëndroj, où elle a réussi à se qualifier pour la finale.
En 2006, Eneda (créditée aussi sous le nom de Eneida) prend part à Kenga Magjike avec la chanson Rreth zjarrit tendance, où elle termine à la quatrième place de la compétition avec 154 points. Elle reçoit également le Prix Cesk Zadeja.
L’année suivante, Tarifa s’est de nouveau présentée au 46e Festivali i Këngës avec la chanson « E para letë ». En finale, elle termine 10e sur 17, avec 11 points.
En 2008, elle participe de nouveau à Kenga Magjike avec la chanson « Zeri im » et gagne avec 577 points.
Le 30 mars 2010, Eneda Tarifa participe à Eurovision 2010 auquel elle chante Me veten.
Elle retourne au Festivali i Këngës 54, elle remporte cette fois-ci la compétition et représente l’Albanie au Concours Eurovision de la chanson 2016 à Stockholm, avec la chanson « Përrallë » (conte de fée) mais n'est pas qualifiée pour la finale, le 14 mai.